# Frances Hardinge

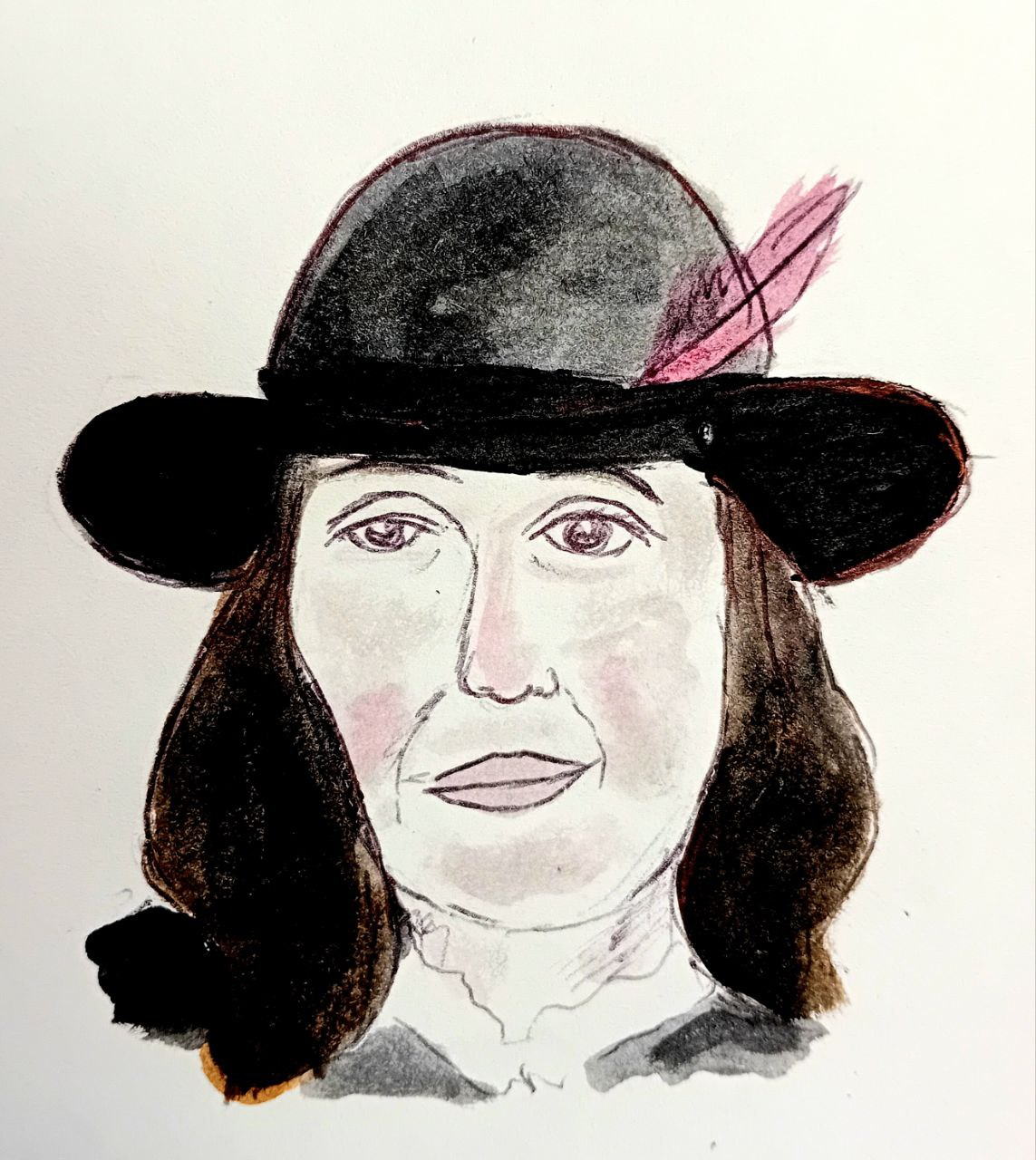
Porträtzeichnung von Frances Hardinge

Frances Hardinge (* 1973 in Kent) ist eine britische Schriftstellerin, die Jugendromane mit Fantasyelementen veröffentlicht.

## Leben
Frances Hardinge wurde in Kent geboren, wo sie auch aufwuchs. Angeblich träumte sie bereits im Alter von vier Jahren davon einmal Schriftstellerin zu werden. Sie studierte Englisch an der Universität Oxford (Somerville College), wo sie das Gründungsmitglied eines Autorenworkshops war. Ihre eigentliche Schriftstellerkarriere begann, als sie den Schreibwettbewerb eines Kurzgeschichtenmagazines gewann. Kurz danach schrieb sie in ihrer Freizeit den Roman Fly By Night und präsentierte nach Ermutigung durch einen Freund diesen den Herausgebern bei Macmillan.
Fly By Night (dt. Die Herrin der Worte. 2006) entwickelte sich zum Erfolg, der den Branford Boase Award gewann 2006, zu den Kandidaten des Guardian Awards gehörte und auf der Liste der School Library Journal's Best Books stand. Auch ihre anderen Bücher und Kurzgeschichten standen auf diversen Shortlists anderer Preise. Bereits bei Erscheinen ihres ersten Romans unterschrieb sie einen Vertrag für drei Folgebände. 2015 erhielt sie mit dem Roman Cuckoo Song den British Fantasy Award.
Die Autorin pflegt ein skurriles äußeres Erscheinungsbild mit schwarzen Männerhüten, deren Sammlung sie auf ihrer Homepage eine Galerie widmet, und altertümlicher Kleidung inklusive Männerhemden und Westen. Sie lebt in Oxford.

## Auszeichnungen
- 2006: Branford Boase Award für Fly By Night

## Werke
Romane
- Fly By Night. 2005 (dt. Die Herrin der Worte. Aus dem Englischen übersetzt von Alexandra Ernst. cbj Verlag, München 2006, ISBN 978-3-570-13140-4)
- Verdigris Deep. 2007 (dt. Wunsch Traum Fluch. Übersetzt v. A. Ernst. Verlag Freies Geistesleben, Stuttgart 2013, ISBN 978-3-7725-2771-5)
- Gullstruck Island. (vt The Lost Conspiracy) 2009
- Twilight Robbery (Fly Trap) 2011
- A Face Like Glas. 2012
- Cuckoo Song 2014
- The Lie Tree 2015
- A Skinful of Shadows 2017

Kurzgeschichten
- Shining Man. In: The Dream Zone, 2001.
- Communion. In: Wordplay Vol. 1, 2002.
- Captive Audience. In: Piffle Issue 7, 2002.
- Bengal Rose. In: Scribble No. 20, 2003.
- Black Grass. In: All Hallows, 2005.
- Halfway House. In: Alchemy, 2006.
- Behind The Mirror. Serialised in First News, 2007.